# Киру (Пэкче)
Киру (己婁王; ум. 128) — третий правитель Пэкче, одного из трёх корейских государств.

## Происхождение
Был старшим сыном вана Тару и в 33 году стал наследником престола. В 77 году после смерти отца стал ваном. Самгук саги описывает его так: «он имел обширные знания и возвышенные цели, в устремлениях своих не опускался до мелочей».

## Правление
Мало что известно о подробностях его правления. Самгук саги описывает несколько стихийных бедствий, включая землетрясение, засуху и тайфун, которые, как полагают, указывают на дурное предзнаменование для государства.
В 85 году Киру начал вторгаться на окраины корейского государства Силла, но уже в 105 году подписал мирный договор. В 125 году ван отправил послание о помощи Силле по просьбе военачальников, чтобы отразить вторжение мальгалей (вероятно племена мохэ). Поскольку на восточной границе Пэкче не было вражеских сил, Киру связался с Когурё, отправив 10 000 солдат в ханьский округ Сюаньту в 122 году.

### Самгук саги
- 85 г. н. э., весна, первый месяц. Солдаты были отправлены атаковать границы Силла. Лето, девятый месяц, в день ыльса блуждающие звезды вошли в созвездие Чами.
- 87 г. н. э., осень, восьмой месяц, последний день месяца. Было солнечное затмение.
- 89 г. н. э., лето, шестой месяц. Произошло землетрясение, которое разрушило и затопило дома людей. Многие погибли.
- 90 г. н. э., весна, третий месяц. Наступила сильная засуха, из-за которой не взросли посевы ячменя. Лето, шестой месяц. Сильные ветра вырывали с корнем деревья.
- 92 г. н. э., лето, шестой месяц, первый день месяца. Было солнечное затмение.
- 93 г. н. э., осень, восьмой месяц. Пять валунов одновременно упали с вершины горы Хвенак.
- 97 г. н. э., лето, четвёртый месяц. У реки Ханган видели двух драконов.
- 99 г. н. э., осень, восьмой месяц. Выпал иней и погубил бобовые. Зима, десятый месяц. Шёл дождь с градом.
- 103 г. н. э. Ван отправился на охоту на гору Хансан. Он убил диковинного оленя.
- 105 г. н. э. В Силла были отправлены гонцы с предложением о мире.
- 107 г. н. э., зима. Льда не было.
- 108 г. н. э., весна и лето. Стояла засуха. Год был голодный, люди поедали друг друга. Осень, седьмой месяц. Мальгаль напали на крепость Угок, разграбили, захватили людей в плен и ушли.
- 111 г. н. э., весна, третий месяц. Произошло землетрясение. Зима, десятый месяц. Последовала ещё одно землетрясение.
- 113 г. н. э. отправили посла с визитом вежливости в Силла.
- 116 г. н. э., лето, четвёртый месяц. Аисты свили гнездо над столичными крепостными воротами. Шестой месяц. В течение десяти дней шёл сильный дождь. Река Ханган разлилась и разрушила дома людей. Осень, седьмой месяц. Ван приказал соответствующим чинам привести в порядок поля, разрушенные водой.
- 125 г. н. э., Силла подверглась нападанию мальгаль. Они отправили письменный запрос о военной помощи. Ван отправил пять военачальников с войсками на выручку.
- 128 г. н. э., зима, 11-й месяц. Ван скончался.

## Семья
- Отец: Тару
- Мать: неизвестна
  - Жена: неизвестна
    - 1-й сын: Кэру (蓋婁王, ум. 166) — 4-й ван Пэкче, до становления правителем был известен как Пуё Кэру (扶餘蓋婁).
    - 2-й сын: Пуё Чиль (扶餘質) — в апреле 242 года был назначен на должность убо (родство оспаривается[5]).